# Hyporites montanus
Hyporites montanus är en tvåvingeart som först beskrevs av Ignaz Rudolph Schiner 1861.  Hyporites montanus ingår i släktet Hyporites och familjen blomsterflugor. Inga underarter finns listade i Catalogue of Life.